# 羊飼いの礼拝 (クラナッハ)
『羊飼いの礼拝』（ひつじかいのれいはい、独： Anbetung der Hirten ）は、ドイツのルネサンス期の巨匠、ルーカス・クラナッハ(父) が1515-1520年ごろに描いた「キリストの降誕」の板上の油彩画である。ドレスデンにあるアルテ・マイスター絵画館に収蔵されている。

## 絵画
『羊飼いの礼拝』は、聖母マリアが幼子イエス・キリストの前でかがんで祈っている夜景図である。聖ヨセフはロウソクを持って聖母子の上に立っているが、主な光源はイエスのまぐさ桶である。イエスは、翼のある智天使に囲まれ、聖母の光輪と対をなす干し草の寝床に横たわっている。画面左上の、月明かりに照らされた風景は、よく見ると、天使ガブリエルが月の姿になり、三人の羊飼いへキリストの降誕を告げている場面であることがわかる。同じ三人の羊飼いが右側の柵の後ろに立って、聖家族を見ている。

本作は、マルティン・ルターが最初に福音書の光について話し、ロウソクを啓示の比喩として使用した頃に描かれた。聖書を翻訳し、その教えを広めたルターは、クラナッハを雇って聖書のための挿絵を描かせ、そうした挿絵の多くにはロウソクが登場した。これと同じ場面は、簡略化された形式で、ルターの『受難のキリストとアンチ・キリスト』のための、クラナッハの木版画でも取り上げられた。

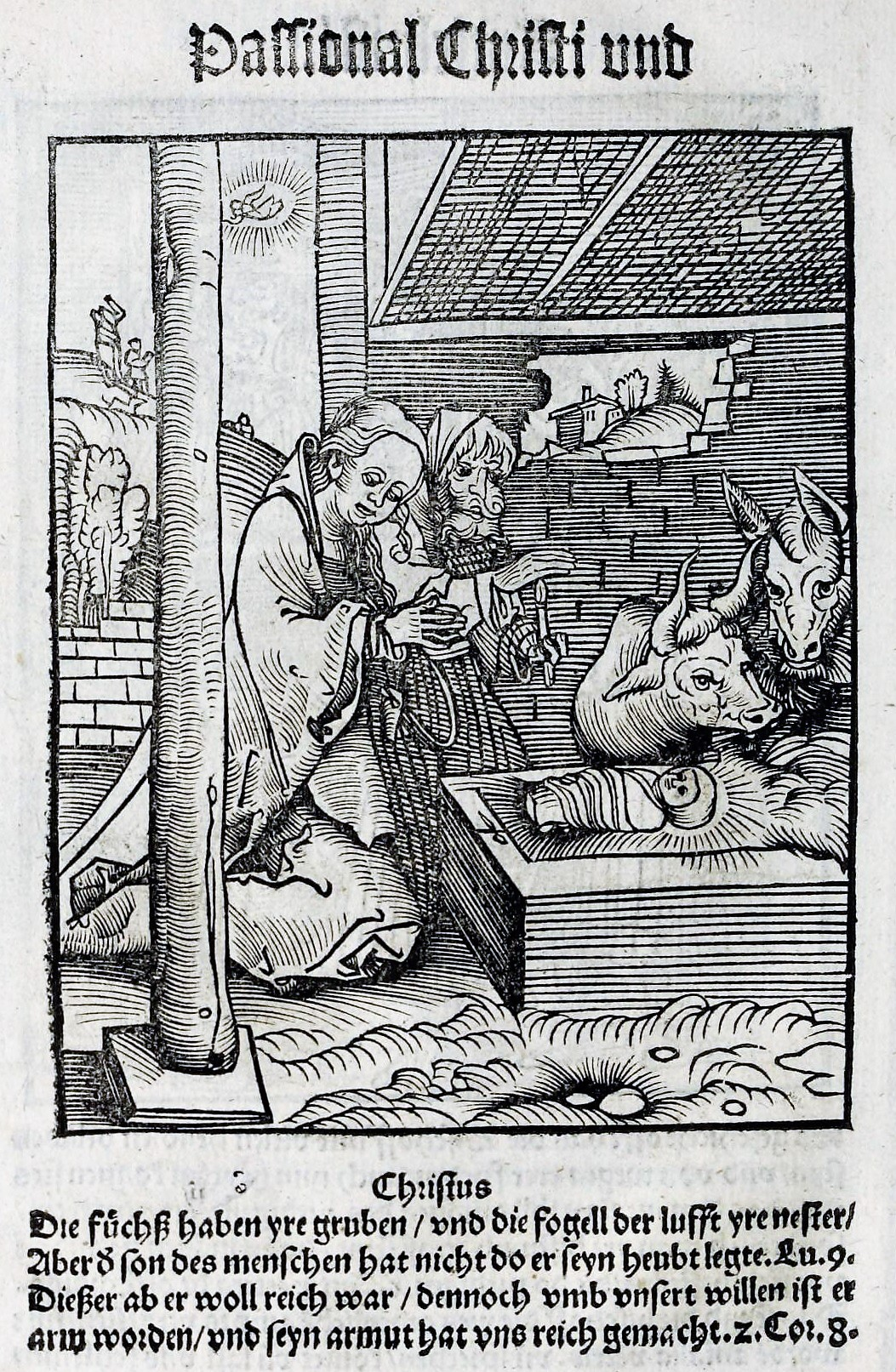
『キリスト』 (1521年)

## 来歴
本作はかつてリヒャルト・フォン・カウフマンのコレクションにあり、1917年にその邸宅から美術館によって購入された。作品は1945年に旧ソ連によって譲渡の要求がなされたが、1955年にアルテ・マイスター絵画館に戻った。